# Фантастическая четвёрка
«Фантастическая четвёрка» (англ. Fantastic Four) — вымышленная команда супергероев комиксов компании Marvel Comics, дебютировавшая в The Fantastic Four #1 (Ноябрь 1961). Создателями выступили сценарист Стэн Ли и художник Джек Кирби, которые намеревались сформировать первый супергеройский союз, членами которого были бы представители одной семьи.
В состав группы входят четверо персонажей-основателей, получившие свои суперспособности в результате воздействия космических лучей во время научной экспедиции в космосе: Мистер Фантастик (настоящее имя — Рид Ричардс) — лидер команды и выдающийся учёный, обладающей способностью растягивать и сжимать конечности своего тела, Женщина-невидимка (Настоящее имя — Сьюзан «Сью» Шторм) — возлюбленная Рида, впоследствии вышедшая за него замуж, которая способна становиться невидимой и проецировать прочнейшие силовые поля, Человек-факел (Настоящее имя — Джонатан «Джонни» Шторм) — младший брат Сью, который в состоянии генерировать огонь вокруг своего тела и летать, Существо (Настоящее имя — Бенджамин «Бен» Гримм) — сварливый, но добродушный лучший друг Рида и квалифицированный пилот, в чьих руках сосредоточена невероятная сила, благодаря прочной каменной плоти.
С момента своего первого появления в 1961 году, Фантастическая четвёрка изображалась как противоречивая, но в то же время крепкая семья. На протяжении десятилетий её члены вступали как в конфликты с внеземными сущностями, так и между собой на почве раскрытия своей анонимности в пользу славы и общественной популярности. Среди их вечных противников и союзников особенно известны: Доктор Дум, заклятый враг команды и деспотичный правитель государства Латверии, пожиратель миров Галактус, представитель расы Крии жестокий тиран Ронан Обвинитель, владыка Негативной Зоны Аннигилус, принц Атлантиды Нэмор, космический кочевник Серебряный Сёрфер, правитель Субтеррании Человек-крот, а также империя метаморфов Скруллов.
Фантастическая четвёрка появлялся в других средствах массовых информации. В частности были созданы четыре мультсериала и сняты четыре художественных фильма.

## История публикаций

### Истоки
В 1961 году, издатель комиксов Мартин Гудман играл в гольф с Джеком Лейбовицом (по другой версии с Ирвином Доненфельдом), представителем компании-конкурента DC Comics, на тот момент известной как National Allied Publications, который хвастался успехом недавно запущенной серии комиксов о Лиге Справедливости, после чего Гудман поручил находящемуся у него в подчинении Стэну Ли создать серию об их собственной супергеройской команде. В 1974 году Ли прокомментировал эту ситуацию следующим образом: «Мартин Гудман отметил, что одно из изданий National Comics продаётся лучше, чем остальное большинство. Раз Лига Справедливости продается, то почему бы и нам не выпустить комикс о команде супергероев?».

Первое появление Фантастической четвёрки на обложке The Fantastic Four #1 (Ноябрь 1961). Художник — Джек Кирби.

Ли, который в течение двух десятилетий был главным редактором и арт-директором Marvel Comics и его предшественников, — Timely Comics и Atlas Comics, пришёл к выводу, что жанр, в котором он работал, требовал переосмысления. При работе над новым комиксом, Ли намеревался создать персонажей с реальными человеческими проблемами, за которыми было бы интересно наблюдать: «Впервые в своей жизни я создавал историю, которую мне самому, если бы я был читателем комиксов, хотелось бы взять в руки. Персонажи в ней были такими, что с ними можно было ассоциировать себя. Они состояли из плоти и крови, они могли совершать ошибки, а самое главное — за их супергеройскими костюмами пряталась не только сила, но и слабость. Чем больше я думал об этой концепции, тем больше она увлекала меня». Результатом стал комикс The Fantastic Four, первый номер которого вышел в ноябре 1961 года.
По словам Ли и Джека Кирби, Фантастическая четвёрка напоминает квартет супергероев DC Comics, Посланники из неизвестности, хотя они, в отличие от четвёрки, не обладали суперспособностями. Обе команды возникли на фоне Холодной войны, что заставило их создателей адаптировать уже сложившуюся концепцию супер-героев для нового периода. Marvel провели ряд успешных нововведений: отказались от привычного сокрытия личности героев, добавили в команду человека, мутировавшего в монстра; сами персонажи ссорились между собой и жаловались на то, что позже было названо концепцией «супергероев в реальном мире».
В 1968 году Ли беседовал с фанатами о создании Фантастической четвёрки. В это же время Кирби давал отдельное интервью. На вопрос о том, кому из авторов принадлежала сама идея о команде супергероев Ли ответил: «Нам обоим. В целом это была моя задумка, но Джек разработал дизайн персонажей». В книге «Происхождение комиксов Marvel» 1974 года Ли более подробно расписал творческий процесс, подчеркнув, что он придумал главных героев и синопсис к первому выпуску. Ли отметил вклад Кирби и Гудмана до сочинения синопса: «Пообщавшись с Мартином и Джеком мы решили назвать причудливый квартет Фантастической четвёркой. Я написал сюжет для первого номера, тогда как Джек занялся иллюстрациями». После того, как Кирби передал Ли готовые страницы, тот снабдил их диалогами. В дальнейшим такой подход в работе стал известен как «Метод Marvel». Из-за своей продуктивности, в течение следующего года он стал стандартом для компании.
У Кирби была своя версия о том, кто придумал главных героев. В 1970 году, в интервью журналу Fanzine он подтвердил участие Ли в создании Фантастической четвёрки, но назвал себя идейным вдохновителем: «Это была моя идея. Я не говорю, что Стэн не имел никакого отношения к проекту, конечно же имел, мы вместе работали над ним». Годы спустя, во время интервью в 1990 году Кирби назвал версию Ли «откровенной ложью», В то же время, по словам интервьюера Гэри Грота, это утверждение не следовало бы считать правдивым со стопроцентной вероятностью, поскольку на тот момент художник находился в конфронтации с Marvel Comics за авторство своих работ, а также имел напряжённые отношения с Ли. Также Кирби заявил, что именно он разработал концепцию Фантастической четвёрки в офисе Marvel, тогда как Ли просто добавил диалоги в уже готовую историю. Ко всему прочему, Кирби отстаивал своё авторство, ссылаясь на создание Четвёрки как на ответ Посланникам из неизвестности DC Comics, команду, которую он придумал для компании-конкурента: «Если вы обратите внимание на костюмы, то заметите, что они такие же [как у Посланников из неизвестности]… Для каждого из них я нарисовал обтягивающие костюмы с поясами… Члены Фантастической четвёрки носят минимум аксессуаров. И, конечно же, своей примечательностью кожа Существа разрушает однообразие синей формы». Тем не менее, первоначально члены Фантастической четвёрки носили повседневную одежду вместо супергеройских костюмов, который была представлена (наряду со штаб-квартирой зданием Бакстера) только в третьем выпуске серии. Оригинальный дизайн также подвергся изменениям, чтобы включать в себя культовый нагрудный знак «4» внутри круга, по замыслу Ли.
Ввиду того, что обе версии исключали друг друга, было трудно установить, кто создал Фантастическую четвёрку. Существует напечатанный синопсис Ли для вводной части первого выпуска Fantastic Four, в котором описываются персонажи и их происхождение с некоторыми незначительными отличиями от опубликованной версии. Тем не менее, Эрл Уэллс, в своей статье для The Comics Journal, указывает, что существование этого синопсиса не даёт однозначного ответа: «[Мы] не имеем возможности становить, написал ли Ли синопсис после обсуждения с Кирби, в котором Кирби предоставил большую часть своих идей».
Примечательно, что первое приключение Фантастической четвёрки в 1961 году включало в себя команду из четырёх авантюристов (трёх мужчин и женщину) во главе с профессором, путешествующих к центру Земли и столкнувшихся с гигантскими монстрами, а также противостояние с человеком, который как и они был родом из верхнего мира. Хотя ни Ли, ни Кирби никогда не упоминали фильм «Путешествие к центру Земли» 1959 года в качестве источника вдохновения, издатель Мартин Гудман был хорошо известен тем, что следил за популярными трендами в сфере развлечений для увеличения продажи линейки комиксов.
Эксперт по комиксам Р. К. Харви считает, что Фантастическая четвёрка являлась продолжением работы, которая ранее была свойственна Кирби, в связи с чем он назвал комикс «скорее творением Кирби, чем Ли». В то же время, Харви отмечает, что «Метод Marvel» позволил каждому из этих людей заявить о себе, а диалоги Ли задали курс, по котором в дальнейшем развивалась команда супергероев. Уэллс утверждает, что вклад Ли установил рамки, в которых работал Кирби, и это делает Ли «более ответственным» за создание комикса. Эксперт по комиксам Марк Эванье, ассистент Джека Кирби в 1970-х годах, говорит, что современники Ли и Кирби придерживались мнения, что «Фантастическая четверка была создана Стэном и Джеком».

### 1961-1970-е
Вышедший The Fantastic Four #1 (Ноябрь, 1961) имел неожиданный успех. На тот момент Ли собирался покинуть комикс-индустрию, однако положительные отзывы читателей и коммерческий успех его последней работы привели к переосмыслению его решения. Фанаты начали писать письма в издательство и, начиная с #3, Ли стал опубликовывать некоторые из них. Также, в третьем выпуске Ли придумал гиперболический слоган: «Самый лучший комикс в мире!!», который был изменён в следующем номере на «Величайший комикс в мире!» и стал неотъемлемой частью обложек выпусков 1990-х годов и многочисленных обложках 2000-х.
В The Fantastic Four #4 (Май, 1962) вернулся Подводник Нэмор, антигерой, являвшийся звездой предшественника Marvel, — Timely Comics, в конце 1930-х и 1940-х годов, периода, который эксперты и фанаты называли Золотым веком комиксов. В #5 (Июль, 1962) дебютировал заклятый враг команды Доктор Дум. Самые ранние выпуски выходили раз в два месяца. В #16 (Июль, 1963) с обложки исчез артикль «The», после чего комикс начал именоваться просто Fantastic Four.
Если в каждом раннем выпуске была одна законченная история, в дальнейшем, вновь и вновь возвращая в повествования Дума и Нэмора, Ли и Кирби писали сюжетные арки, растягивающиеся на несколько месяцев. По словам эксперта по комиксам Лэса Дэниелса, «только лишь сюжеты, охватывающие несколько выпусков, могут поднимать действительно сложные темы». За время продолжительной работы над серией авторы придумали множество новых персонажей и событий, ставших значимыми для вселенной Marvel в целом, в том числе: представители таинственной расы генетических экспериментов, Нелюди, Чёрная пантера, — король африканского государства Ваканда, а также первый чернокожий герой комиксов, инопланетные расы Крии и Скруллы, Он, в дальнейшем известный как Адам Уорлок и Негативная Зона. Одной из самых успешных совместных работ Ли и Кирби считается The Galactus Trilogy, — сюжетная арка из трёх выпусков, которая началась в Fantastic Four # 48 (Март, 1966), в которой дебютировали пожиратель миров Галактус и его вестник Серебряный Сёрфер. В 2001 году, Fantastic Four # 48 заняла 24-е место в списке „100 величайших чудес всех времён“, по мнению читателей. Редактор Роберт Гринбергер написал предисловие к арке: „С окончанием четвёртого года приключений Фантастический четвёрки, Стэн Ли и Джек Кирби, казалось бы, только начали разогреваться. Оглядываясь назад, можно сказать, что это был, пожалуй, самый плодотворный период за всю эпоху Marvel“. Дэниэлс отметил, что „мистические и метафизические элементы, которые охватили сагу, идеально соответствовали вкусам юных читателей 1960-х“. Также Ли обнаружил, что эта история была любимой в университетских городках. В Fantastic Four Annual освещались ключевые события: в Fantastic Four Annual #1 (1963) Нэмор был коронован королём Атлантиды, в Fantastic Four Annual #2 (1964) была раскрыта история происхождения Доктора Дума, в Fantastic Four Annual #3 (1965) состоялась свадьба Рида Ричардса и Сью Шторм, в Fantastic Four Annual #4 (1966) вернулся оригинальный Человек-факел, который сразился с Джонни Штормом, в Fantastic Four Annual #5 (1967) было объявлено о беременности Сью, а в Fantastic Four Annual #6 (1968) на свет появился их с Ридом сын — Франклин Ричардс, в то время как команда противостояла Аннигилусу.
В 1967 году, Marvel подала заявку на регистрацию товарного знака „Фантастическая четвёрка“, но лишь 1970 году Ведомство по патентам и товарным знакам США выдало компании регистрацию.
В середине 1970 года Кирби покинул Marvel, написав для серии первые 102 номера, а также ещё один незаконченный выпуск, частично изданный в Fantastic Four #108 с дополнительными изменениями, после чего он был завершён и опубликован как Fantastic Four: The Lost Adventure (Апрель, 2008). В работе над Fantastic Four принимали участие такие сценаристы как: Рой Томас, Джерри Конвей и Марв Вольфман, и художники — Джон Ромита-старший, Джон Бьюсема, Рич Баклер и Джордж Перес, а также Джо Синнотт, который отвечал за визуальные эффекты. За это время сценарист Джим Стеранко написал несколько серий, в основе которых лежала концепция Фантастической четвёрки. Недолго просуществовавшая серия с участием команды Giant-Size Super-Stars начала выходить в мае 1974 года, а со второго выпуска её название было изменено на Giant-Size Fantastic Four. В #4 дебютировал Джейми Мэдрокс, впоследствии ставший частью команды Люди Икс. В октябре 1975 года серия завершилась на шестом выпуске. Рой Томас и Джордж Перес создали метаповествование для „Fantastic Four“ #176 (Ноябрь, 1976), в котором Невозможный человек посетил офисы Marvel и познакомился со множеством создателей комиксов. Марв Вольфман и Кейт Поллард написали сюжетную линию, состоящую из нескольких выпусков, с участием сына Доктора Дума, кульминацией которой стал выпуск #200 (Ноябрь, 1978). Джон Бирн присоединился к работе над серией в #209 (Август, 1979), создавая зарисовки для Синнотта. В #211 (Октябрь, 1979), он и Вольфман представили нового вестника Галактуса по имени Терракс Укротитель.

### 1980-е и 1990-е
Билл Мантло ненадолго заменил Вольфмана в качестве сценариста серии и написал кроссовер с The Spectacular Spider-Man #42 (Май, 1980). Бирн написал сюжет и проиллюстрировал большой рекламный комикс Fantastic Four для компании Coca-Cola, однако представители компании сочли материал чрезмерно жестоким, в связи с чем тот был опубликован в рамках основной серии как Fantastic Four #220-221 (Июль — август, 1980). Затем, сценарист Даг Мёнч и художник Билл Сенкевич выступили авторами последующих 10 выпусков. В #232 (Июль, 1981), с подзаголовком „Возвращение к истокам“, Бирн остался единственным сценаристом, художником и контуровщиком серии, подписавшись под псевдонимом Бьёрн Хейн только для этого выпуска.
Ран Бирна вдохнул новую жизнь в теряющую популярность серию. Изначально Бирн должен был только писать сюжет, а Сенкевич заниматься иллюстрациями. Затем Сенкевич перешёл к работе над серией Moon Knight, а Бирн остался писателем, художником и контуровщиком. У Fantastic Four были разные редакторы, однако Боб Будянски проработал в этой должности дольше остальных. Однажды Бирн посетовал Джиму Шутеру на расхождение во взглядах с Будянски и невозможности их совместной работы, хотя, в конечном итоге, им удалось найти общий язык. В 2006 году Бирн заявил: „Это моя паранойя. Оглядываясь назад я думаю, что это Шутер пытался заставить меня отказаться от работы над Fantastic Four“. Бирн покинул серию после #293 (Август, 1986), в середине одной из сюжетных арок, объяснив свой уход отсутствием получения удовольствия, которое он получал при работе над комиксом. Одним из достижений Бирна было превращение Невидимой девушки в Женщину-невидимку, придав ей больше напористости и уверенности. Раннее читатели рассматривали её исключительно как суперсильную маму и спутницу жизни главного героя, в лучших традициях героинь тв-шоу, в исполнении таких актрис как Донна Рид и Флоренс Хендерсон.
При написании сюжетов, Бирн акцентировал внимание на личной жизни персонажей: в браке Рида Ричардса Сью Шторм последняя перенесла выкидыш, а Существо покинул Фантастическую четвёрку, после чего его долгое время заменяла Женщина-Халк. Также Бирн пытался подчеркнуть семейную динамику, от которой, по его мнению, серия отошла после рана Ли и Кирби, отмечая, что: „Семья — не неблагополучная семья — является ключевой темой Fantastic Four. Нельзя не учитывать динамику между героями“.
После Бирна над серией работали другие сценаристы: Роджер Стерн, Том ДеФалко и Рой Томас. Стив Энглхарт придумал сюжет для #304-332 (за исключением #320). Серия столкнулась с новыми трудностями, поэтому Энглхарт решил внести радикальные изменения. По мнению автора, комикс сильно устарел из-за неменяющегося командного состава, поэтому #308 Рид и Сью покинули команду и их заменили Шэрон Вентура, девушка Существа, и бывшая возлюбленная Джонни Шторма, — Кристалл. Благодаря этому нововведению, заметно вырос читательский интерес. В этот период Marvel и Энглхарт разошлись во мнениях касательно другой работы сценариста — West Coast Avengers. В дальнейшем, в #326 Энглхарту было велено вернуть Рида и Сью и отменить другие внесённые им изменения. В связи с этим Энглхарт вычеркнул своё имя из последующих комиксов. Он использовал псевдоним Джон Харкнесс, который создал много лет назад для неугодной для него работы. По словам Энглхарта, переход от #326 к его последнему выпуску, #332, был „одним из самых болезненных отрезков [его] карьеры“. Сценарист и художник Уолт Симонсон заменил Энглхарта в #334 (Декабрь, 1989), после чего он также рисовал три следующих выпуска. Симонсон работал по всем трём направлениям вплоть до #354 (Июль, 1991).
Симонсон, также работавший над комиксом „The Avengers“, получил разрешение включить Рида и Сью в состав Мстителей, после того, как Энглхарт исключил их из Фантастической четвёрки. Тем не менее, в The Avengers #300, в котором они должны были присоединиться к команде, Симонсона поставили перед фактом, что дуэт возвращается в Фантастическую четвёрку. В результате Симонсон покинул „The Avengers“. Вскоре после этого ему предложили поработать над Фантастической четвёркой. Он переписал несколько историй с участием Рида и Сью в составе Мстителей, включив их в свой ран Fantastic Four. Позднее Симонсон вспоминал, что, работая над Fantastic Four он мог использовать оригинальных членов Мстителей Тора и Железного человека, чего нельзя было делать при работе над The Avengers.
В серии вновь сменился коллектив авторов: главным редактором Marvel стал Том ДеФалко, иллюстрациями к комиксу занимался Пол Райан, а раскраской — Дэн Буланади, причём Райан взял на себя роль последнего, начиная с #360 (Январь, 1992). Эта команда, к которой периодически присоединялись разные художники-графики, продолжала работать над серией в течение многих лет вплоть до #414 (Июль, 1996). ДеФалко аннулировал брак Шторма и Мастерс, так как по его задумке инопланетная империя Скруллов похитила настоящую Алисию Мастерс и заменила её шпионом по имени Лайя. Тем не менее, Лайя, которая по-настоящему влюбилась в Джонни Шторма, помогла Фантастической четвёрке спасти Алисию. Вентура покинула команду подвергнувшись мутации по вине Доктора Дума. Хотя некоторым фанатам не понравилось влияние ДеФалко на Фантастическую четвёрку, за которое тот получил прозвище „настоящий дьявол“, продажи комикса за этот период неуклонно росли.
Также в серии произошли следующие важные события: Франклин Ричардс отправился в будущее и вернулся в настоящее в подростковом возрасте, дебютировал отец Рида, Натаниэль, — путешественник во времени, а также предок злодея из будущего Канга Завоевателя. Кроме того, Рид Ричардс, казалось бы, был убит израненным Доктором Думом. Пройдёт два года, прежде чем ДеФалко воскресит обоих персонажей, „смерти“ которых были организованы суперзлодеем Гиперштормом.
Cерия закрылась в #416 (Сентябрь, 1996) и возобновилась с нумерацией vol. 2 # 1 (Ноябрь, 1996) в рамках многосерийной сюжетной арки-кроссовера Heroes Reborn. Во втором томе освещались первые приключения команды в осовремененном стиле и происходили в параллельной вселенной. После окончания этого эксперимента, Fantastic Four была перезапущена в vol. 3 # 1 (Январь, 1998). Первоначально над ней работали сценарист Скотт Лобделл и художник Алан Дэвис, но затем Добделла сменил Крис Клэрмонт (соавтор сюжета в #4-5), а Дэвиса — Сальвадор Ларрока. Этот авторскую дуэт просуществовал до #32 (Август, 2000).

### 2000-е
После Клермонта, Лобделла и Ларроки, Карлос Пачеко был нанят новым контуровщиком и соавтором сюжета, сначала с Рафаэлем Марином, затем с Марином и Джефом Лоубом. В этот период в серии использовалась двойная нумерация, подчёркивая непрерывность оригинальной серии Fantastic Four, с #42 / #471 (Июнь, 2001). В то время серии комиксов Marvel, начатые в 1960-х годах, такие как Thor и The Amazing Spider-Man, имели такую же двойную нумерацию на обложке, с нумерацией нынешнего тома наряду с нумерацией из оригинальной серии. После #70 / #499 (Август, 2003) название вернулось к исходному vol. 1 #500 (Сентябрь, 2003).
Карл Кесель сменил Лоуба в качестве соавтора в #51 / #480 (Март, 2002), а начиная с #60/489 (Октябрь, 2002) на место сценариста пришёл Марк Вэйд, тогда как художником серии стал Майк Виринго. Этот выпуск Marvel продавала по цене девять центов, вместо привычных 2,25 $. Художники Марк Бэкингем, Кейси Джонс и Ховард Портер в той или иной мере внесли свой вклад в #524 (Май, 2005). Над #527-541 (Июль, 2005 — ноябрь, 2006) работали сценарист Джозеф Майкл Стражински и художник Майк МакКоун. Сценаристом следующего номера стал Дуэйном МакДаффи, а Пол Пеллетье сменил МакКокуна в #544 (Май, 2007).
После событий сюжетной арки-кроссовера Civil War, Чёрная Пантера и Шторм стали временной заменой Рида и Сью в команде. В течение этого периода, Фантастическая четвёрка также фигурировала в Black Panther, авторства Реджиналда Хадлина и Фрэнсис Портелы. Начиная с #554 (Апрель, 2008), сценарист Марк Миллар и художник Брайан Хитч начали работу над следующими 16 выпусками комикса. После выхода линии-кроссовера Secret Invasion лета 2008 года и последствий Dark Reign 2009 года, по сюжету которой одной из самых влиятельных фигур в США стал казалось бы исправившийся суперзлодей Норман Озборн, Фантастическая четвёрка появилась в минисерии из 5 выпусков под названием Dark Reign: Fantastic Four (Май-сентябрь, 2009), написанной Джонатаном Хикменом и проиллюстрированной Шоном Ченом. Хикман стал постоянным сценаристом серии, начиная с #570 вместе с Дейлом Иглшемом, которого затем сменил Стив Эптинг.

### 2010-е
В сюжетной линии „Тройка“, завершившейся в Fantastic Four #587 (Март, 2011), Человек-факел, по всей видимости, умирает, сдерживая орду монстров из Негативной Зоны. Серия завершилась на следующем выпуске, #588, и была перезапущена в марте 2011 года с новым названием FF. В перезапуске команда была переименована в Фонд будущего, а её члены стали носить новые чёрно-белые костюмы. Место погибшего Джонни Шторма занял близкий друг и союзник Четвёрки, — Человек-паук. В октябре 2011 года, с выходом FF #11 (Декабрь, 2011), серия Fantastic Four достигла #599.
В ноябре 2011 года, в честь 50-летия „Фантастической четвёрки“ и комиксов Marvel в целом, компания опубликовала 100-страничную Fantastic Four #600» (Январь, 2012), в которой серия вернулась к исходной нумерации, а также состоялось возвращение Человека-факела. Была раскрыта судьба Джонни Шторма, который, как оказалось действительно погиб в #587, но был воскрешён, чтобы сражаться как гладиатор Аннигилуса. Позже Шторм сформировал отряд сопротивления под названием Лёгкая бригада и победил своего врага.
Несмотря на первоначальный запуск в качестве продолжения Fantastic Four, FF продолжает публиковаться как отдельная серия. Начиная с #12, комикс становится посвящён молодым членам Фонда будущего, включая Франклина и Валерию Ричардс.
В графическом романе Fantastic Four: Season One была обновлена история происхождения Фантастической четвёрки, в частности действие было перенесено из 1960-х в наши дни. Сборник в твёрдом переплете дебютировал под #4 в списке бестселлеров по версии The New York Times.
В рамках Marvel NOW! Fantastic Four завершилась на #611, вместе с продолжительным раном Джонатана Хикмана, а в ноябре 2012 года новым сценаристом был назначен Мэтт Фрэкшн, а место художника занял Марк Багли. В новом ране, нумерация которого началась с #1, вся семья Фантастической четвёрки исследует космос, в то время как Рид Ричардс в тайне от остальных пытается найти объяснение упадку своих сил.
Сценарист Джеймс Робинсон и художник Леонард Кирк работали над новым раном Fantastic Four в феврале 2014 года (Апрель, 2014).
Впоследствии Робинсон подтвердил, что Fantastic Four завершится в 2015 году с #645, заявив о «возвращении комикса с исходной нумерации и временном закрытии», при этом заверяя читателей об «отсутствии неприятного послевкусия во рту после прочтения последнего номера». После окончания сюжетной линии Secret Wars Существо присоединился к Стражами Галактики, а Человек-факел стал послом землян в общении с Нелюдьми. После того, как Франклин восстановил свои силы, а Рид обрёл способности Потусторонних, семья Ричардсов отправилась восстанавливать разрушенную мультивселенную, в то время как Питер Паркер купил Здание Бакстера, чтобы сохранить его в «безопасности» вплоть до возвращения команды.
В августе 2018 года был выпущен новый том о приключениях Фантастической четвёрки, авторства Дэна Слотта, в рамках Fresh Start. Первый выпуск новой серии был встречен высокими продажами и положительной критикой. С появлением новой угрозы в лице Плакальщицы над концом всего сущего, Мистер Фантастик сыграл на её гордыне, заявив, что Фантастическая четвёрка в полном составе смогла бы одолеть её, в результате чего та предоставила ему своё оборудование, позволившее Риду и Сью воссоединиться с Джонни и Беном. Благодаря подоспевшим союзникам в лице бывших членов команды, Фантастическая четвёрка одержала победу и вернулась на Землю, где появилась новая команда под названием Фантастикс, во главе с Мисс Америкой, взявшей имя Мисс Фантастикс. Фантастическая четвёрка одобрила деятельность Фантастикс и даже передала команде Здание Бакстера, в то время как сама перенесла штаб на улицу Янси.

## Спин-оффы
Помимо основной серии, Marvel Comics выпускало несколько спин-оффов и альтернативных комиксов о Фантастической четвёрке, включая: Giant-Size Fantastic Four 1970-х годов,  Fantastic Four Unlimited и Fantastic Four Unplugged 1990-х годов, Fantastic Force из 18 выпусков (Ноябрь, 1994 — апрель, 1996) с участием взрослого Франклина Ричардса из другой временной шкалы в роли Пси-Лорда. В 2001 году вышел Fantastic Four: The World’s Greatest Comics Magazine из 12 выпусков, посвящённый легендарной серии, созданной Стэном Ли и Джеком Кирби. Спин-офф Marvel Knights 4 (Апрель 2004, — август, 2006) был написан Роберто Агирре-Сакасой и проиллюстрирован Стивом МакНивеном, что стало его первой работой в Marvel. Также было выпущено множество минисерий с участием команды.
В 1996 году Marvel выпустила серию Fantastic Four 2099,, являющаяся частью проекта Marvel 2099, в котором было показано альтернативное будущее вселенной Marvel. Четверо главных героев необъяснимым образом попадают в 2099 год, где общественность начинается рассматривать их как клонов настоящих участников Фантастической четвёрки. Вышло 8 выпусков (Январь — август 1996), являющихся дополнением к Doom 2099 — оригинальной серии Marvel 2099, главным героем которой выступал мужчина, считавший себя настоящим Виктором фон Думом.
В 2004 году состоялся запуск Ultimate Fantastic Four. В рамках свежей концепции Ultimate Marvel, члены команды представляли собой подростков. Серия включала в себя 60 выпусков (Февраль, 2004 — февраль, 2009). В 2008 году также выходила Marvel Adventures: Fantastic Four, серия, не связанная с оригинальным комиксом и нацеленная на более молодых читателей.
Несмотря на первоначальный запуск в качестве продолжения Fantastic Four, начиная с #12 FF продолжила выпускаться как отдельная серия. С центре сюжета оказались юные члены Фонда будущего, в частности Франклин и Валерия Ричардс. Второй том был выпущен в рамках Marvel NOW! авторства Мэтта Фрэкшна и Майка Аллреда, где в состав Фантастической четвёрки вошли: Скотт Лэнг, Медуза, Женщина-Халк и Мисс Существо.

### Сольные серии

#### Сольная серия Человека-факела
Человек-факел обзавёлся сольной серией в 1962 году, в рамках комикса Strange Tales, с целью увеличения продаж серии. Ран начался в Strange Tales # 101 (Октябрь, 1962), выпускаясь в формате 12-1 страничных историй, написанных Ли, изначально в соавторстве с Ларри Либером, а также проиллюстрированных Кирби и Диком Эйерсом.
По сюжету, Джонни проживал со своей старшей сестрой Сью в вымышленном городе Гленвью, штат Нью-Йорк, где он посещал старшую школу и пытался сохранить тайну личности. В Strange Tales # 106 (Март, 1963) Джонни обнаружил, что его друзья и соседи знали о его супергеройском амплуа с самого начала из новостей о Фантастической четвёрке, но решили потешиться над ним. Среди второстепенных персонажей выделялась Дорис Эванс, девушка Джонни, которая обычно приходила в ужас, когда Джонни отправлялся на бой с монстрами. Она вернулась в основную серию в 1973 году, где уже была состоявшейся женой и матерью. Айерс рисовал первые 10 выпусков, после чего его сменил создатель оригинального Человека-факела Золотого века Карл Бургос. Фантастическая четвёрка время от времени появлялась в некоторых эпизодах, а в #123 Существо стал полноценным напарником Шторма (Август, 1964).
Человек-факел делил каждый номер Strange Tales с другим персонажем, — Доктором Стрэнджем, на протяжении большей части номеров, прежде чем в #135 (Август, 1965) на замену тому пришёл Ник Фьюри, агент ЩИТа. Истории Серебряного века были переизданы в 1974 году вместе с некоторыми историями о Человеке-факеле Золотого века в недолгой просуществовавшем онгоинге Human Torch.
С 2003 по 200 год выходил вдохновлённый мангой онгоинг Human Torch, продержавшийся 12 выпусков от сценариста Карла Кеселя и художника Скотти Янга. Затем, в 2005 году вышла минисерия Spider-Man/Human Torch, повествующая о зарождении дружбы между Человеком-факелом и Человеком-пауком.

#### Сольная серия Существа
Существо появился в двух выпусках командной серии Marvel Feature # 11-12 (Сентябрь — ноябрь 1973). Те оказались успешными, поэтому он получил собственный командный комикс Marvel Two-in-One, где Бен Гримм объединялся с различными супергероями Marvel в разных временных эпохах и альтернативных реальностях. Было выпущено 100 выпусков (Январь, 1974 — июнь, 1983), включая 7 летних ежегодников (1976—1982), за которыми сразу последовали сольные серии The Thing # 1-36 (Июль, 1983 — июнь, 1986). В 2006 году вышла минисерия с тем же названием, The Thing, в количестве восьми номеров (Январь — август 2006).

#### Сольная серия Женщины-Невидимки
В апреле 2019 года Marvel Comics анонсировали выход минисерии Invisible Woman, состоявшей из 5 выпусков, первого персонального комикса Сью Шторм. Сценаристом был назначен Марк Уэйди, в то время как Адам Хьюз нарисовал обложку #1.

## Персонажи
Фантастическая четвёрка сформировалась после того, как четверо гражданских астронавтов подверглись воздействию космических лучей во время несанкционированного полёта в Космос на экспериментальном ракетном корабле, спроектированным доктором Ридом Ричардсом. Пилот Бен Гримм и члены экипажа Сьюзан Шторм и её младший брат Джонни Шторм пережили аварийную посадку на Земле. Выйдя из ракеты, четвёрка испытателей обнаружила появившиеся суперспособности и приняла решение использовать их на благо человечества.
В первом выпуске рассказывалось о летящем к звёздам космическом корабле Рида Ричардса. В первоначальном синопсисе Стэна Ли описывался план полёта экипажа на Марс, однако Ли переосмыслил его содержимое из-за «стремительного освоения коммунистами Космоса», посчитав, что «лучше всего будет отправить команду к звёздам, не ограничиваясь Марсом», а также в шутку опасаясь «состоявшегося полёта на Марс ещё до того момента, когда комикс поступит в продажу».
Фантастическая четвёрка не следовала клише супергеройского жанра, поскольку её члены не прилагали никаких усилий для сокрытия в тайне своих альтер эго, а также носили повседневную одежду вплоть до #3 и пользовались статусом знаменитостей за научный и героический вклад в развитие общества. В то же время участники команды нередко ссорились и даже дрались друг с другом. Несмотря на мимолётные конфликты, Фантастическая четвёрка не раз доказывала, что является «сплочённой и представляющей угрозу командой в противостоянии с кем-либо».
Несмотря на то, что за годы публикаций комиксов в составе команды время от времени происходили изменения, четверо героев, дебютировавшие в Fantastic Four #1, остаются главными и наиболее часто состоящими в группе супергероями:
- Мистер Фантастик (Рид Ричардс) — научный гений, который в состоянии растягивать конечности своего тела до нечеловеческих размеров. Мистер Фантастик выступает в качестве отцовской фигуры, отчего ему «свойственны практичность, занудство и уважение в глазах коллег»[52]. Ричардс винит себя в неудаче космической миссии, в частности за изменения, произошедшие с Беном Гриммом[52]. По словам Стэна Ли, он передал Риду способности Удлиняющегося человека из DC Comics, поскольку ранее у Marvel не было аналогов этого героя[104].
- Невидимая девушка / Женщина-невидимка (Сьюзан Шторм) — возлюбленная Рида Ричардса (впоследствии ставшая его женой) обладает способностью манипулировать светом вокруг себя, что позволяет становиться невидимой и исключать из поля зрения окружающие объекты. Стэн Ли не хотел, чтобы Сью обладала сверхчеловеческими способностями, наподобие Чудо-женщины, и «била людей», поэтому он остановился на идее невидимости, вдохновившись такими картинами, как «Человек-невидимка» 1933 года[104]. Годы спустя, Сью проявила способность генерировать невидимые силовые поля, используя их как в нападении, так и в обороне.
- Человек-факел (Джонни Шторм) — младший брат Сью Шторм, который в состоянии управлять огнём, за счёт чего может покрыть им всё своё тело, а также способен летать. Основой для Человека-факела послужил одноимённый персонаж из 1940-х годов, появившийся в Timely Comics, предшественнике Marvel Comics, андроид, также способный воспламеняться. Ли признался, что «хотел добавить в команду обладающего способностями Человека-факела персонажа», поэтому наделил Джонни Шторма силой андроида[5]. В отличие от его сверстников-супергероев, в ранних историях Человек-факел был «типичным подростком — дерзким, непослушным и обаятельно неприятным»[52].  Джонни Шторм был убит в сюжетной линии «Тройка» 2011 года[76], однако, после своего воскрешения он вновь стал членом команды[82].
- Существо (Бен Гримм) — сосед по комнате и лучший друг Рида Ричардса из колледжа, который превратился в монстра из оранжевого камня, упрочнившего его тело, а также даровавшего сверхчеловеческую физическую силу. Из-за своего внешнего вида, Существо становится объектом ненависти, страха и сочувствия. Он играет роль «дяди, давнего друга семьи с грубыми бруклинскими манерами, вспыльчивым характером и саркастичным чувством юмора»[52]. В оригинальном синопсисе, который Ли написал для Кирби, Существо задумывался как «тяжёлый персонаж», но с годами приобрёл статус «самого любимого участника команды: честного, прямолинейного и простого человека»[5]. По словам Ли, в своём первоначальном описании персонажа для Кирби он хотел, чтобы Бен Гримм был «тем, кто из-за превращения в монстра испытывает печаль, так как в отличие от остальных членов Фантастической четвёрки он не может вернуться в нормальное состояние»[104].

У Фантастической четвёрки было несколько штаб-квартир, в первую очередь Здание Бакстера, расположенное на 42-й улице и Мэдисон-авеню в Нью-Йорке. Здание Бакстера было заменено на Площадь Четырёх Свобод на том же месте после разрушения предшественника от рук Кристоффа Вернарда, приёмного сына заклятого врага команды Доктора Дума. До завершения строительства Площади Четырёх Свобод команда проживала в особняке Мстителей. Склад на набережной под названием Пирс 4, служил временной штаб-квартирой после того, как Площадь Четырёх Свобод была разрушена Громовержцами, выдававшими себя за супергеройскую команду, на деле злодеями из Повелителей зла. В конечном итоге Пирс 4 был уничтожен. В ходе конфронтации с другим врагом группы, Диабло,, после чего команда получила новое Здание Бакстера, в качестве подарка одного из бывших наставников Рида Ричардса, Ноа Бакстера. Второе здание Бакстера было построено на орбите Земли и телепортировано на пустырь, ранее занимаемый оригиналом.

### Союзники и второстепенные персонажи
Некоторые тесно связанные и разделяющие личную историю с кем-то из членов Фантастической четвёрки второстепенные персонажи никогда не состояли в составе команды. Среди наиболее часто взаимодействующих с группой персонажей выделяются: Подводник Нэмор (ранее враг), Алисия Мастерс, Скрулл Лайджа, Г.Е.Р.Б.И., Кристофф Вернард (бывший протеже Доктора Дума), Уайатт Уингфут, Франклин Шторм, — отец Сью и Джонни, андроид-администратор Роберта, гувернантка Агата Харкнесс и дети Рида и Сью — Франклин и Валерия Ричардс.
Некоторые союзники Фантастической четвёрки в какой-то момент являлись членами команды, в том числе: Кристалл, Медуза, Люк Кейдж, Нова, Женщина-Халк, Шэрон Вентура, Скотт Лэнг, Нэморита, Шторм и Чёрная пантера. В Fantastic Four #347-349 (Декабрь, 1990 — февраль, 1991) команда состояла из Халка (в образе «Джо Фиксита»), Человека-паука, Росомахи и Призрачного гонщика (Дэнни Кетча).
К другим известным персонажам, которые были связаны с Фантастической четвёркой, относятся: Алисса Мой, Каледония (Алисанда Стюарт с Земли-9809), Фантастическая сила, Нелюди (в частности члены королевской семьи: Чёрный Гром, Кристалл, Медуза, Горгон, Карнак, Тритон и Локджо), отец Рида Натаниэль Ричардс, Серебряный Сёрфер (ранее враг), Тандра, почтальон Уилли Лампкин, домовладелец Здания Бакстера Уолтер Коллинз, соперники Существа — банда с улицы Янси и Наблюдатель Уату.
По мнению сценариста Кристофера Ноулза, некоторые творения Кирби, такие как Нелюди и Чёрная пантера, служат «демонстрацией одних из самых радикальных концепций в истории жанра».

#### Члены Фантастической четвёрки
| Прозвище                                          | Настоящее имя                          | Вступление в команду               |
| ------------------------------------------------- | -------------------------------------- | ---------------------------------- |
| Оригинальный состав                               |                                        |                                    |
| Мистер Фантастик                                  | Рид Ричардс                            | Fantastic Four #1                  |
| Женщина-невидимка (ранее Девушка-невидимка)       | Сьюзан Шторм Ричардс                   | Fantastic Four #1                  |
| Человек-факел                                     | Джонатан Шторм                         | Fantastic Four #1                  |
| Существо                                          | Бенджамин Гримм                        | Fantastic Four #1                  |
| Другие члены                                      |                                        |                                    |
| Кристалл                                          | Кристалия Амаквелин                    | Fantastic Four #81                 |
| Медуза                                            | Медузалит Амаквелин Болтагон           | Fantastic Four #132                |
| Люк Кейдж (ранее Силач)                           | Карл Лукас (при рождении), Лукас Кейдж | Fantastic Four #168                |
| Человек-факел (впоследствии известна Нова)        | Фрэнки Рей                             | Fantastic Four #239                |
| Женщина-Халк                                      | Дженнифер Уолтерс                      | Fantastic Four #265                |
| Мисс Марвел (также известна как Женщина-Существо) | Шэрон Вентура                          | Fantastic Four #306                |
| Человек-муравей                                   | Скотт Лэнг                             | Fantastic Four #384                |
| Нэморита                                          | Нэморита Прентисс                      | Fantastic Four vol. 3 #43          |
| Шторм                                             | Ороро Монро                            | Fantastic Four #543                |
| Чёрная пантера                                    | Т’Чалла                                | Fantastic Four #543                |
| Гипершторм                                        | Франклин Ричардс                       | Secret Invasion: Fantastic Four #3 |
| Мозговой штурм                                    | Валерия Ричардс                        | Secret Invasion: Fantastic Four #3 |
| Поток                                             | Деннис Сайкс                           | Heroic Age: One Month to Live #3   |
| Человек-паук                                      | Питер Паркер                           | Amazing Spider-Man #657; FF #1     |
| Мисс Существо                                     | Дарла Диринг                           | Fantastic Four vol. 4 #2           |

#### Новая Фантастическая четвёрка
| Прозвище            | Настоящее имя   | Вступление в команду    |
| ------------------- | --------------- | ----------------------- |
| Оригинальный состав |                 |                         |
| Халк                | Брюс Беннер     | Fantastic Four #347-349 |
| Человек-паук        | Питер Паркер    | Fantastic Four #347-349 |
| Росомаха            | Джеймс Хоулетт  | Fantastic Four #347-349 |
| Призрачный гонщик   | Дэниел Кетч     | Fantastic Four #347-349 |
| Второй состав       |                 |                         |
| Веном               | Флэш Томпсон    | Venom (Vol. 2) #13      |
| Красный Халк        | Таддеус И. Росс | Venom (Vol. 2) #13      |
| Икс-23              | Лора Кинни      | Venom (Vol. 2) #13      |
| Призрачный гонщик   | Алехандра Джонс | Venom (Vol. 2) #13      |
| Третий состав       |                 |                         |
| Шёлк                | Синди Мун       | Ghost Rider Vol. 8 #1   |
| Халк                | Амадей Чо       | Ghost Rider Vol. 8 #1   |
| Росомаха            | Лора Кинни      | Ghost Rider Vol. 8 #1   |
| Призрачный гонщик   | Робби Рейес     | Ghost Rider Vol. 8 #1   |

### Антагонисты
За долгие десятилетия выпуска Fantastic Four различные сценаристы и художники серии создали множество суперзлодеев, с которыми сталкивались Фантастическая четвёрка. По словам Ноулза, "Кирби помог создать «армию злодеев, с доселе невиданной яростью и разрушительной силой, намеревающихся разрушить мир». Классическими антагонистами группы являются: Человек-крот, Скруллы, Подводник Нэмор, Доктор Дум, Кукловод, Канг Завоеватель / Рама-Тат / Иммортус, Бластаар, Ужасающая четвёрка, Аннигилус, Галактус и Кло. Также среди известных врагов выделяются: Чародей, Невозможный человек, Красный призрак и его Супер-обезьяны, Безумный мыслитель, Супер-Скрулл, Молекулярный человек, Диабло, Человек-дракон, Психо-человек, Ронан Обвинитель, Салемская семёрка, Терракс Укротитель, Терминус, Гипершторм и Люсия фон Бардас.

## Fantastic Four Incorporated
Fantastic Four Incorporated, также известная как Fantastic Enterprises, — вымышленная организация, фигурирующая в комиксах о Фантастической четвёрке. Она была основана Ридом Ричардсом для лицензирования использования патентов Ричардса и финансирования деятельности Фантастической четвёрки, а также в качестве источника дохода. Сотрудники:
- Сьюзан Ричардс (Женщина-невидимка)[123] — генеральный директор Fantastic Four Inc.
- Джонни Шторм (Человек-факел)[123] — назначен Сью главным исполнительным директором, чтобы приучить его к труду.
- Кристи Стогер[124] — вместе с Итаном Крейном пытались подставить Джонни Шторма и добиться повышения.
- Итан Крейн[124] — вместе с Кристи Стогер пытался подставить Джонни Шторма и добиться повышения.
- Цзянь Фита[123] — личный помощник Джонни.
- Бетани Палмер[122] — сотрудница, которой Сью помогла прекратить абьюзивные отношения с мужем.
- Джед Шульц[125] — сотрудник, который сообщил Риду о хищении их средств.
- Маргарет Кофпульски[126]

## Культурное влияние
Первоначально, Фантастическая четвёрка отличалась от всех других супергероев эпохи, в которой была придумана команда. Одно из главных отличий заключалось в том, что члены группы не скрывали свои супергеройские личности от общественности, из-за чего люди боялись их и относились с подозрением. Кроме того, внутренние конфликты внутри команды не позволяли сосредоточиться на совместных миссиях. Стэн Ли описал их как «героев с проблемами», В то время как Существо обладал вспыльчивым характером, Человек-факел возмущался тем, что его считают ребёнком. Мистер Фантастик винил себя в трансформации Существа. Социолог Брэдфорд У. Райт описал команду как «нестабильную смесь человеческих эмоций и личностей». Несмотря на разногласия, в конечном итоге они хорошо работают как одна команда.
Первый выпуск «Fantastic Four» оказался успешным, положив начало новому направлению комиксов о супергероях и вскоре оказал влияние на многие другие комиксы о супергероях. Читатели полюбили сварливость Бена, склонность Джонни раздражать других и ссоры Рида и Сью. Стэн Ли был удивлён реакцией на первый выпуск, что отразилось на его решение остаться в сфере комиксов, несмотря на изначальное решение покинуть компанию Marvel. Специалист по комиксам Стивен Кренски заявил, что «естественные диалоги Ли и несовершенные персонажи понравились детям 1960-х годов, которые считали их настоящими».
По состоянию на 2005 год было продано 150 миллионов комиксов о Фантастической четвёрке.

## В других медиа
Про Фантастическую Четвёрку вышло четыре мультсериала и четыре художественных фильма.
В 1975 году существовало недолгое радиошоу перед программой «Субботним вечером в прямом эфире», в котором пересказывались истории Ли и Кирби. На съёмки были взяты Билл Мюррей в роли Человека-факела, Боб Максвелл в роли Рида Ричардса, Синтия Адлер в роли Сью Шторм, Джим Паппас в роли Бена Гримма и Джерри Терхедейн в роли Доктора Дума. Некоторые персонажи Marvel также были включены в шоу: Человек-муравей, Нэмор, Ник Фьюри и Халк. Реплики персонажей были практически дословно перенесены из комиксов. Команда сделала только одно аудио-появление в альбоме Power Records «Фантастическая четвёрка».

### Телевидение
Было выпущено четыре мультсериала про Фантастическую четвёрку. Первый мультсериал, выпускался Ханной-Барберой и состоял из 20-ти серий, выходивших с 9 сентября 1967 по 15 марта 1970 года. Второй мультсериал о Фантастической четвёрке выпускался DePatie-Freleng и длился 13 серий, которые выходили с 9 сентября до 16 декабря 1978 года. В этой версии место Человека-факела занял робот Г.Е.Р.Б.И.
В 1979 году Существо появлялся в половине субботнего утреннего мультфильма «Фред и Барни встречают Существо». Для сериала был существенно переработана предыстория персонажа. Главным героем этой программы был Бенджи Гримм, мальчик-подросток, у которого была пара волшебных колец, которые превращали его в каменного монстра, когда он складывал их вместе и произносил: «Кольца Существа, делайте своё дело!». Остальные члены Фантастической четвёрки не появляются в мультсериале. Кроме того, Фред Флинстоун и Барни Раббл также не участвуют в шоу, несмотря на появление в заставке. Третий мультсериал создавался в рамках The Marvel Action Hour, а его рассказчикам выступил сам Стэн Ли. Этот мультсериал состоял из 26 серий, выходивших с 24 сентября 1994 по 24 февраля 1996 года. Члены команды участвуют в событиях арки «Секретные войны» в мультсериале Человек-паук 1994 года. В мультсериале «Невероятный Халк» 1996 года, Рид, Джонни и Сью эпизодически появляются в серии «Фантастическая стойкость», в то время как Бен выступает противником Халка. Четвёртый мультсериал, «Фантастическая четвёрка: Величайшие герои мира», дебютировал 2 сентября 2006 года на Cartoon Network и состоял из 26 серий.
В мультсериале «Мстители: Величайшие герои Земли» Фантастическая четвёрка неоднократно упоминается в течение первого сезона, а её члены эпизодически мелькают в некоторых сериях. Полноценное появление команды состоялось в эпизоде «Личная война Доктора Дума», в котором Мстители объединяются с Фантастической четвёркой, чтобы сразиться с их архиврагом, а в заключительном эпизоде команды вновь формируют союз против Галактуса. Существо становится членом Новых Мстителей в одноимённой серии.
Фантастическая четвёрка была показана в мультсериале «Отряд супергероев». В мультсериале «Халк и агенты У.Д.А.Р.» Фантастическая четвёрка фигурирует в эпизоде «Больше никаких монстров».

### Кино
В 1994 году был снят не вышедший в прокат фильм категории B «Фантастическая четвёрка» от продюсера Роджера Кормана. Роль Рида Ричардса исполнил Алекс Хайд-Вайт, Ребекка Стааб — Сьюзан Шторм, Джей Андервуд сыграл Джонни Шторма, а Майкл Бэйли Смит перевоплотился в Существо. Джозеф Калп появился в качестве Доктора Дума, главного антагониста. Фильм был снят с целью сохранения прав на Фантастическую четвёрку за Constantin Film, но так и не был выпущен в кинотеатрах или на домашних носителях. По словам Бернда Айхингера, Ави Арад приобрёл права на фильм за несколько миллионов долларов.
В 2005 году вышел крупнобюджетный фильм Тима Стори «Фантастическая четвёрка» от студии 20th Century Fox. Главные роли исполнили: Джессика Альба, Йоан Гриффитт, Крис Эванс, Майкл Чиклис и Джулиан Макмэхон. Несмотря на смешанные отзывы критиков, он заработал $155 млн в Северной Америке и $ 330 млн в мировом прокате. В 2007 году вышел фильм «Фантастическая четвёрка: Вторжение Серебряного сёрфера», вновь снятый режиссёром Стори и являющийся продолжением «Четвёрки» 2005 года. Все члены основного актёрского состава первого фильма снялись в продолжении. Несмотря на преимущественно отрицательные отзывы кинокритиков, фильм заработал $132 млн в Северной Америке и $289 млн в мировом прокате.
В августе 2009 года было объявлено о перезапуске фильмов о Фантастической Четвёрке, в 2013 году стало известно, что первый фильм серии выйдет летом 2015 года от режиссёра Джоша Транка. В фильме снялись: Майлз Теллер в роли Рида Ричардса, Кейт Мара в роли Сью Шторм, Майкл Б. Джордан в роли Джонни Шторма, Джейми Белл в роли Бена Грима и Тоби Кеббелл в роли Доктора Дума. За основу была взята концепция Ultimate Fantastic Four. Перед съёмками фильма появилась информация о закрытии всех комиксов про Фантастическую Четвёрку, чтобы вынудить студию Fox и вернуть права на героев. Однако в октябре того же года все выпуски были отменены. Фильм был плохо принят критиками и провалился в прокате.

#### Кинематографическая вселенная Marvel
14 декабря 2017 года The Walt Disney Company согласовала сделку в $52,4 млрд по покупке 21st Century Fox, включая права на Фантастическую четвёрку от 20th Century Fox. Генеральный директор Disney Боб Айгер заявил, что Marvel Studios планирует интегрировать Фантастическую четвёрку наряду с Людьми Икс и Дэдпулом в свою киновселенную. 20 марта 2019 года сделка в $71,3 млрд была официально закрыта. В июле 2019 года на San Diego Comic-Con глава Marvel Studios Кевин Файги анонсировал, что в разработке студии на будущие фазы находится фильм о четвёрке В декабре 2020 года было объявлено, что режиссёром фильма выступит Джон Уоттс, однако тот покинул проект в апреле 2022 года, сославшись на личные причины; в сентябре его заменил Мэтт Шекман. «Фантастическая четвёрка: Первые шаги» станет первым фильмом Шестой фазы КВМ и выйдет 14 февраля 2025 года. В феврале 2024 года стало известно, что главные роли исполнят Педро Паскаль, Ванесса Кирби, Джозеф Куинн и Эбон Мосс-Бакрак.
В фильме «Доктор Стрэндж: В мультивселенной безумия» 2022 года роль альтернативной версии Рида Ричардса / Мистера Фантастика с Земли-838 исполнил Джон Красински.
В фильме «Дэдпул и Росомаха» 2024 года роль альтернативной версии Джонни Шторма / Человека-факела исполнил Крис Эванс. Ранее он играл героя в дилогии Тима Сторри «Фантастическая четверка», а также изображал Стива Роджерса / Капитана Америка в фильмах «Кинематографической вселенной Marvel».

### Видеоигры
В 1985 году Человек-факел и Существо выступили главными героями Questprobe: Featuring Human Torch and the Thing, приключенческой игре от Adventure International для 8-битной серии Atari. В 1997 году вышла одноимённая игра. Команда появилась в видеоигре для платформ Super NES и Sega Genesis Spider-Man: The Animated Series 1995 года, основанной на мультсериале Человек-паук 1994 года. Существо и Человек-факел были добавлены в игру 2005 года Marvel Nemesis: Rise of the Imperfects.
Все члены Фантастической четвёрки являются играбельными персонажами в Marvel: Ultimate Alliance, тогда как Доктор Дум выступает главным антагонистом игры. Члены Фантастической четвёрки также представлены в Marvel: Ultimate Alliance 2, хотя по сюжету команда оказывается разделена на два лагеря: Мистер Фантастик выступает на стороне Акта регистрации супергероев, а Существо на некоторое время становится недоступен для игры, поскольку, как и по сюжету Civil War, он покидает Америку в знак протеста. Впоследствии Бен Гримм возвращается, чтобы помочь предотвратить жертвы среди гражданского населения во время конфликта. Также Фантастическая четвёрка появляется в Marvel Ultimate Alliance 3: The Black Order в рамках игрового DLC вместе с дополнительными участниками Рыцарями Marvel и Людьми Икс.
В Ultimate Spider-Man Человек-факел выступает в качестве соперника Человека-паука в гонках, однако отсутствует в версии для Game Boy Advance. На основе фильма 2005 года была выпущена одноимённая игра, а через два года вышло её прямое продолжение. Кроме того, члены Фантастической четвёрки являются играбельными персонажами Marvel Heroes и Lego Marvel Super Heroes.
Фантастическая четвёрка сыграла главную роль в собственном одноимённом сегменте Pinball FX 2, выпущенной Zen Studios.

### Пародии
- В мультсериале «Братья Вентура» существует команда мутантов, пародирующая Фантастическую Четвёрку. Доктор Ричард Импоссибл (англ. Dr. Impossible) — гениальный учёный, обладающий способностью неограниченно растягиваться. Его жена Салли в моменты эмоциональных потрясений делает невидимой только свою кожу, делая тем самым видимыми мышцы и мускулы. Её брат Коди загорается при контакте с воздухом, испытывая ужасные мучения. Их друг Нед стал огромным умственно отсталым верзилой.
- В мультсериале «Губка Боб Квадратные штаны» в одной из серий про Морского Героя и Очкарика главные герои получили суперспособности за счёт костюмов. Сквидвард стал Капитаном Магмой (пародия на Человека Факела), Патрик — Эластиком (пародия на Мистера Фантастику), Сэнди — Исчезалкой (пародия на Невидимую Леди), а Губка Боб получил суперскорость.
- В мультсериале «Ох, уж эти детки!» главные герои — совсем ещё маленькие дети, играя с куклами Фантастической Четвёрки придумывают себе собственные личины супер-героев и превращаются в них в своём воображении. Так Томми стал Зверомальчиком, умеющим превращаться в различных зверей. Брат и сестра Фил и Лил — Мальчиком с Шариками и Пунктирную Девочку. А Чаки стал Супер-скунсом. Их главный враг Анжелика стала естественно подобием Доктора Дума.
- В мультсериале «Симпсоны» в эпизоде «Treehouse of Horror X» Лиза получает силу как у Существа, а Барт начинает растягиваться до невероятных размеров, как Мистер Фантастик, а в «Treehouse of Horror XIV» главные герои — члены семьи Симпсонов, превращаются на несколько секунд в членов Фантастической Четвёрки. Гомер становится Существом, Мардж — Факелом, Барт — Мистером Фантастиком, а Мэгги — Невидимой Леди.
- В мультфильме «Суперсемейка» главные супер-герои сами являются пародией на Фантастическую Четвёрку. Мистер Исключительный — пародия на Существо. Эластика — пародия на Мистера Фантастику. Фиалка — пародия на Невидимую Леди, а ближе к концу мультфильма выясняется, что у Джек-Джека одна из тысячи супер-способностей — превращение в огонь. Главный супер-злодей мультфильма — Синдром — пародия на самого Доктора Дума, а перед финальными титрами мультфильма появляется Землекоп Подрывашкин — пародия на Человека-крота.
- В мультсериале «Бэтмен будущего» в 6 серии 1 сезона появляется Фантастическое трио: Двухмерный мужчина, имеющий супер-способности Мистера Фантастики, Фреон, героиня способная замораживать, как Айсмен и Магма[англ.], объединивший в себе супер-способности Существа и Человека Факела.
- В мультсериале «Оззи и Дрикс» в эпизоде «Давай закурим» токсины сигаретного дыма пародировали «Фантастическую четвёрку». Смола — Существо, Бутан — Человека Факела, углекислота — Невидимую Леди, а Никотин — Мистера Фантастику.
- В фильме «Супергеройское кино» есть пародии на Человека-Факела и Невидимую Леди. Факела сыграл Саймон Рекс, а Невидимку — Памела Андерсон.
- В игре Zack Zero главный герой имеет суперспособности Существа и Человека Факела, а так же способен замораживать, как Айсмен.
- В фильме Космический джем: Новое поколение цифровые версии величайших звёзд баскетбола были по способностям схожи с фантастической четвёркой. В их команде была змеевидная версия (пародия на Мистера Фантастику), паукообразная версия (пародия на Человека-Паука), птицеобразная (вариация на тему Существа), персонаж сочетающий в себе способности Человека Факела и Гидромена и механический человек-секундомер напоминающий доспехи Доктора Дума.